# ジョージャ・ミラー
ジョージャ・ミラー（Jorja Miller、2004年2月8日 - ）は、ニュージーランドの女子ラグビー選手。

## プロフィール
- ニュージーランド出身[1]。
- ポジションはスタンドオフ(SO)。
- 身長 167cm、体重 71kg

## 略歴
2022年、ラグビーワールドカップセブンズ2022の7人制女子ニュージーランド代表に選ばれて準優勝に貢献。
2024年、2024パリ五輪の7人制女子ニュージーランド代表に選ばれて金メダル獲得。